# The American People Series 20: Die
The American People Series #20: Die (litt. « Série sur le peuple américain, no 20 : Meurs ») est une peinture à l'huile sur toile réalisée par l'artiste américaine Faith Ringgold en 1967.
Inspirée du tableau Guernica de Pablo Picasso (1937) et peinte au milieu des émeutes et des soulèvements des années 1960 (en), Die est une œuvre à deux panneaux représentant un groupe d'hommes, de femmes et d'enfants noirs et blancs, la plupart blessés ou couverts de sang, qui se battent, fuient ou meurent sur un fond gris abstrait.
Cette œuvre a été largement citée comme l'une des plus importantes et des plus emblématiques de Ringgold.

## Description
Die est composé de peinture à l'huile sur deux panneaux de toile. La peinture représente un groupe de dix adultes et trois enfants dans différentes poses de violence et de peur.
En partant de la gauche du tableau, on aperçoit un homme noir dont la moitié inférieure et le bras gauche sont visibles ; une jeune fille métisse en pleurs qu'une femme blanche tient par la tête et qui tend la main vers le premier homme ; un homme noir étranglant un homme blanc qui est étalé ; une femme blanche se tenant au-dessus d'un homme blanc apparemment mort sur le sol et tendant la main vers la droite du tableau ; une fille noire et un garçon blanc s'étreignant dans la peur ; un homme noir apparemment mort ; une femme noire tendant la main vers la gauche du tableau ; un homme blanc pointant une arme à feu vers la deuxième femme blanche ; et un homme noir tenant un couteau ensanglanté à l'extrême droite du tableau. Tous les personnages, à l'exception des deux enfants enlacés, sont blessés ou éclaboussés de sang, et chacun grimace de peur ou de colère. Les personnages portent tous une tenue formelle ; les hommes portent des pantalons de ville et des chemises à col blanc, et les femmes des robes de cocktail orange. Les enfants qui s'enlacent portent des tenues assorties à celles des adultes, et l'enfant que l'on tient en l'air porte une robe blanche. Derrière les personnages se trouve une grille composée de différentes nuances de gris,,.

## Histoire
Die a été peint pendant les émeutes et les soulèvements des années 1960 (en) et après l'assassinat de Malcolm X en 1965, et a été terminé l'année précédant l'assassinat de Martin Luther King et les émeutes dans tout le pays (en) qui ont suivi. En tant que dernière œuvre de la série The American People, Die représente le point final du changement de ton de la série, qui passe de l'optimisme à la violence, alors que les premiers succès du Mouvement pour les droits civiques font place aux assassinats politiques et aux accès de violence généralisée dans les communautés noires pendant les mois d'été. Ringgold a été inspirée pour peindre cette œuvre en partie par son observation approfondie du tableau de Pablo Picasso, Guernica (1937), lors de son prêt à long terme au Museum of Modern Art (MoMA) de New York, qui a débuté en 1939. En outre, Ringgold s'est inspiré des réimaginations de portraits historiques par Jacob Lawrence,.
Die a été présenté pour la première fois lors de la première exposition solo de Ringgold, « The American People », en 1967 à la Spectrum Gallery de New York. La réception d'ouverture de l'exposition a été suivie par Romare Bearden et Richard Mayhew (en) ainsi que par des centaines d'amis et de membres de la famille de l'artiste ; le propriétaire de la galerie a installé un tourne-disque et les enfants ont dansé sur de la musique Motown,. Ringgold a déclaré qu'une femme non identifiée à la réception, en voyant Die à la sortie de l'ascenseur dans la galerie, a immédiatement « poussé un glapissement » et quitté le bâtiment,. L'artiste fait référence à l'œuvre comme à une peinture murale depuis sa première exposition, malgré le fait que les peintures murales politiques des artistes noirs de l'époque étaient généralement peintes sur des bâtiments ou exposées dans des espaces publics ; les critiques ont affirmé que cette distinction était destinée à communiquer le désir de Ringgold de faire entrer les artistes, l'esthétique et la politique noirs dans les espaces artistiques institutionnels traditionnellement blancs.

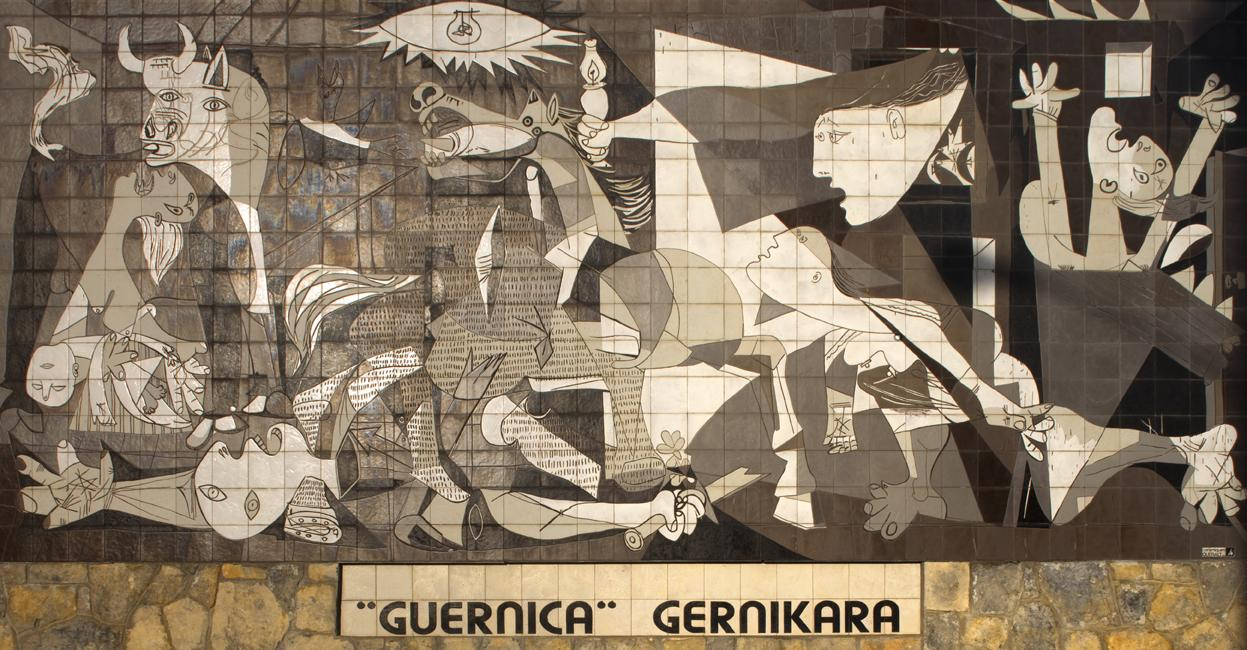
Reproduction murale du tableau Guernica (sur carrelage, à Gernika).

Après sa première exposition, Ringgold a conservé l'œuvre dans un entrepôt avec The American People Series #18: The Flag is Bleeding (en) (1967) pendant plus de 40 ans. Avant 2010, Die n'avait été sorti des réserves que pour la rétrospective de Ringgold à la galerie d'art de l'université Rutgers en 1973 et pour « Tradition and Conflict : Images of a Turbulent Decade, 1963-1967 » au Studio Museum in Harlem en 1985. L'œuvre a été présentée en 2010 dans la rétrospective American People, Black Light de Ringgold au Neuberger Museum of Art (Purchase), qui a voyagé en 2013 au National Museum of Women in the Arts (Washington DC) ; en 2014 à l'exposition Post-Picasso : Contemporary Reactions du Musée Picasso de Barcelone ; et en 2017 à la présentation originale de Soul of a Nation de la Tate Modern : Art in the Age of Black Power à la Tate Modern (Londres).
Le MoMA a acquis le tableau en 2016 directement auprès de Ringgold et l'a ensuite exposé au musée à côté du tableau de Picasso Les Demoiselles d'Avignon (1907) à partir de 2019,. Le choix de l'emplacement de Die par le MoMA a été largement discuté par les critiques, les historiens de l'art et les artistes, dont certains, comme Helen Molesworth (en), estimaient que placer Die à côté des Demoiselles d'Avignon ne servait qu'à réitérer la place de Picasso dans le canon,. D'autres, dont Mark Godfrey, ont estimé que ce placement reflétait la propre vision de Ringgold, à savoir « travailler [à la fois] avec et contre le canon », car son travail s'inspirait directement de figures artistiques canoniques comme Picasso, les reconnaissait et les remettait en question.
Après l'acquisition de l'œuvre par le MoMA, Die a été largement couvert par les médias ; le musée a publié Faith Ringgold : Die d'Anne Monahan en 2018, de la série de livres One on One centrés sur une seule œuvre, et le tableau a été reproduit en couverture d'Artforum en janvier 2020,. Die a été présenté dans la rétrospective solo de Ringgold au New Museum of Contemporary Art de New York en 2022. Elle est actuellement exposée au Musée Picasso, à Paris, du 31 janvier au 1 juillet 2023, dans le cadre de l'exposition "Black is beautiful".

## Réception
Dans une critique du New York Times sur la rétrospective de Ringgold en 1973 à la galerie d'art de l'université Rutgers, le critique Piri Halasz (en) a décrit Die comme « un immense cri de rage » et a qualifié la série de « protestations les plus ouvertement idéologiques de Ringgold ».
Le critique Holland Cotter (en) a fait l'éloge de l'œuvre, la qualifiant de « jauge précise de l'humeur de l'époque » dans une critique du New York Times de 2010 sur la rétrospective de Ringgold au Neuberger Museum of Art. Il a poursuivi en décrivant l'œuvre en 2022 dans le Times comme « une scène explosive » et « une attraction phare du réaménagement de la collection permanente du Musée d'art moderne en 2019, qui est très regardé ».
Cette œuvre a été abondamment citée comme l'une des plus importantes et des plus emblématiques de Ringgold,,.